# Дев'ять ідеальних незнайомців (роман)
Дев'ять ідеальних незнайомців або Дев'ять цілковитих незнайомців (англ. Nine Perfect Strangers) — роман австралійської письменниці Ліян Моріарті 2018 року. Він був опублікований 6 листопада 2018 року Це бестселер New York Times.

## Опис
Дев'ять людей з різних сфер життя відвідують дорогий 10-денний семінар «Відступ розуму і тіла для повного перетворення» в місці під назвою Будинок Транквілім, яким керує загадкова фахівчиня на ім'я Маша.

## Персонажі
Персонал Tranquillum House:
- Маша, росіянка, яка керує Будинком Транквілімів
- Яо і Даліла, її віддані співробітники

Дев'ять незнайомих людей:
- Френсіс, романістка
- Тоні, колишній спортсмен-наркоман у спа-центрі
- Джессіка, одержима перемогою в лотереї для проведення пластичної операції
- Бен, чоловік одержимий автомобілем для Джессіки
- Кармель, одинока мати чотирьох дітей, яку чоловік залишив заради молодшої жінки
- Ларс, сімейний адвокат
- Хізер і Наполеон, подружня пара, яка втратила сина -близнюка
- 20-річна дочка-близнючка Зої, Хезер та Наполеона

## Реакція
Книга отримала неоднозначні відгуки. Патті Раул з USA Today дала книзі дві з чотирьох зірок і сказала, що вона «не відповідає рівню захоплюючих попередніх книг Ліян Моріарті». Зокрема, вона розкритикувала книгу за те, що авторка витрачає забагато тексту на розвиток персонажів.
На противагу цьому, Ліза Скоттолайн з «Нью-Йорк Таймс» сказала, що всі герої «повністю реалізовані, з переконливими життями, стосунками та мотивацією», і що роман «спонукає до роздумів, але зовсім не педантичний», оскільки «викликає захоплюючі питання про наші невпинні пошуки самовдосконалення».
Книга — фіналіст премії Goodreads Choice Awards 2018: найкраща художня література.

## Телевізійна адаптація
У січні 2020 року було оголошено, що роман буде адаптовано до телевізійного серіалу, прем'єра якого відбудеться на Hulu у 2021 році. Співавторами серіалу стали Девід Е. Келлі, Джон-Генрі Баттерворт та Саманта Стросс, а Ніколь Кідман зіграла головну роль Маші, а також Мелісса Маккарті-Френсіс. 27 травня 2020 року Менні Джасінто зіграв роль Яо. Також було оголошено, що Люк Еванс зіграв Ларса, а Мелвін Грегг — Бена. До акторського складу також входять Самару Вівінг (Джессіка), Ашер Кедді, Грейс Ван Паттен у ролі Зої, Тіффані Бун у ролі Даліли, Майкл Шеннона в ролі Наполеона, Регджина Голл у ролі Кармел та Боббі Каннавале (Тоні). Режисером серіалу став Джонатан Левін . Зйомки розпочалися в серпні 2020 року і тривали до кінця цього ж року у Байрон-Бей, Австралія.